# Confédération Africaine de Football
Afrykańska Konfederacja Piłkarska (fr. Confédération Africaine de Football, CAF) – jedna z sześciu kontynentalnych federacji piłkarskich wchodzących w skład FIFA, zrzeszająca związki piłkarskie państw Afryki. Siedzibą CAF jest Miasto 6 października, położone 32 km od Kairu, stolicy Egiptu

## Historia

### Powstanie organizacji
Afrykańska Federacja Piłkarska powstała dzięki porozumieniu czterech państw Egiptu, Etiopii, Sudanu i Republiki Południowej Afryki.
Pomimo że pierwsze Zwyczajne Zgromadzenie Ogólne CAF odbyło się w dniach 7-8 czerwca 1956 roku, za datę założenia organizacji przyjmuje się rok 1957 - w tym roku bowiem wybrano pierwszego prezydenta CAF, a FIFA zatwierdziła oficjalnie statut organizacji.

### Pierwsze rozgrywki drużynowe
W 1957 roku CAF zorganizowała w Sudanie pierwszy międzynarodowy turniej piłkarski, który nazwano Pucharem Narodów Afryki. Uczestniczyły w nim Egipt, Etiopia i Sudan. Reprezentacja Republiki Południowej Afryki została wykluczona z udziału w rozgrywkach – było to spowodowane stosowaniem przez RPA polityki apartheidu.

## Rozgrywki drużynowe i klubowe organizowane przez CAF
| Rozgrywki                    | Najwięcej zwycięstw               | Obecny zwycięzca         | Pierwsza edycja                | Następna edycja |
| Drużynowe                    | Drużynowe                         | Drużynowe                | Drużynowe                      | Drużynowe       |
| ---------------------------- | --------------------------------- | ------------------------ | ------------------------------ | --------------- |
| Puchar Narodów Afryki        | Egipt (7)                         | Wybrzeże Kości Słoniowej | 1957, Sudan                    | 2025, Maroko    |
| Mistrzostwa Narodów Afryki   | Demokratyczna Republika Konga (2) | Maroko                   | 2009, Wybrzeże Kości Słoniowej | 2020, Etiopia   |
| Mistrzostwa Afryki U-23      | Nigeria, Gabon (1)                | Nigeria                  | 2011, Maroko                   | 2019, Zimbabwe  |
| Mistrzostwa Afryki U-20      | Nigeria (3)                       | Zambia                   | 2003, Burkina Faso             | 2019, Niger     |
| Mistrzostwa Afryki U-17      | Nigeria, Gambia, Mali (2)         | Mali                     | 1995, Mali                     | 2019, Tanzania  |
| Puchar Narodów Afryki kobiet | Nigeria (11)                      | Nigeria                  | 1991, wiele państw             | 2020, Kongo     |
| Klubowe                      |                                   |                          |                                |                 |
| Afrykańska Liga Mistrzów     | Al Ahly SC (8)                    | ES Tunis                 | 1964, wiele państw             | 2019            |
| Puchar Narodów Afryki kobiet | Etoile du Sahel (4)               | Raja Casablanca          | 2004, wiele państw             | 2019            |

### Rozwiązane rozgrywki organizowane przez CAF

#### Puchar Zdobywców Pucharów(1975-2003)
W rozgrywkach Pucharu Zdobywców Pucharów brały udział drużyny, które w swoich krajach zdobyły puchar kraju. Organizowany w latach 1975-2003. Po jego rozwiązaniu drużyny brały udział w Afrykańskim Pucharze Konfederacji. Najwięcej zwycięstw w tym pucharze odnotował egipski klub Al-Ahly Kair, zwyciężając w finale czterokrotnie. Ostatnie rozgrywki (w 2003 roku) wygrał tunezyjski klub Étoile Sportive du Sahel.

#### Puchar CAF(1992-2003)
Rozgrywki pucharowe dla klubów z krajów należących do federacji CAF, wzorowane na europejskich rozgrywkach o Puchar UEFA. Organizowany w latach 1992-2003. Po jego rozwiązaniu drużyny brały udział w Afrykańskim Pucharze Konfederacji, który powstał jako połączenie Pucharu CAF i Pucharu Zdobywców Pucharów. Najwięcej zwycięstw w tych rozgrywkach odnotował algierski klub JS Kabylie, zwyciężając trzykrotnie. Ostatnią edycję tego turniej (2003) wygrał marokański klub Raja CA Casablanca.

## Rozgrywki organizowane przez organizacje powiązane z CAF

### Puchar COSAFA
Organizowany przez COSAFA, czyli stowarzyszenie dla narodów grających w piłkę nożną w Afryce Południowej.
| Obecny zwycięzca          | Zimbabwe       |
| Obecny zdobywca 2.miejsca | Zambia         |
| Obecny zdobywca 3.miejsca | Tanzania       |
| Najwięcej zwycięstw (5)   | Zimbabwe       |
| Następna edycja           | 2018, Botswana |

### Puchar Narodów WAFU
Organizowany przez WAFU, turniej odbywający się 2010 roku. Pierwsza edycja miała odbyć się w 2002, jednak została ona odwołana z powodu wybuchu Pierwszej Wojny Cywilnej w Wybrzeżu Kości Słoniowej.
| Obecny zwycięzca          | Ghana   |
| Obecny zdobywca 2.miejsca | Nigeria |
| Obecny zdobywca 3.miejsca | Niger   |
| Najwięcej zwycięstw (2)   | Ghana   |

### Puchar CEMAC
Turniej piłkarski w Afryce organizowany przez UNIFFAC dla państw Wspólnoty Gospodarczej i Walutowej Afryki Środkowej (CEMAC).
| Obecny zwycięzca          | Czad    |
| Obecny zdobywca 2.miejsca | Kongo   |
| Obecny zdobywca 3.miejsca | Kamerun |
| Najwięcej zwycięstw (3)   | Kamerun |

### Puchar CECAFA
Rozgrywki organizowane dla państw Afryki Wschodniej i Środkowej. Pierwsza edycja odbyła się w 1973 roku.
| Obecny zwycięzca          | Kenia    |
| Obecny zdobywca 2.miejsca | Zanzibar |
| Obecny zdobywca 3.miejsca | Uganda   |
| Najwięcej zwycięstw (14)  | Uganda   |

### Rozwiązane rozgrywki organizowane przez organizacje powiązane z CAF

#### Afryka Zachodnia

##### Puchar Narodów CSSA(1982-1987)
Organizowany przez organizację CSSA, zrzeszającą narody grające w piłkę nożną w Afryce Zachodniej. Wszystkie pięć edycji wygrała reprezentacja Ghany.

##### Puchar CEDEAO(1983-1991)
Organizowany przez ECOWAS, wspólnotę gospodarczą państw Afryki Zachodniej. Najwięcej zwycięstw w tym turniej odniosła reprezentacja Wybrzeża Kości Słoniowej, zwyciężając trzy razy. Ostatnią edycję wygrała reprezentacja WKS-u.

##### Turniej UMEOA(2007-2011)
Organizowany przez organizację CSSA, zrzeszającą narody grające w piłkę nożną w Afryce Zachodniej. W pięciu edycjach dwukrotnie zwyciężały reprezentacje Senegalu i Wybrzeża Kości Słoniowej.

##### Amílcar Cabral Cup(1979-2007)
Najwięcej zwycięstw w tym turniej odniosła reprezentacja Senegalu, zwyciężając osiem razy. Ostatnią edycję wygrała reprezentacja Mali.

#### Afryka Środkowa

##### Puchar UDEAC(1984-1990)
Rozgrywki piłkarskie w Afryce Środkowej organizowane przez UDEAC dla reprezentacji członków UDEAC. Najwięcej zwycięstw w tym turniej odniosła reprezentacja Kamerunu, która zwyciężała czterokrotnie.

##### Puchar UNIFFAC(1999)
Rozgrywki piłkarskie w Afryce Środkowej organizowane przez UNIFFAC dla reprezentacji członków UNIFFAC. W jedynej edycji tego turnieju wygrała reprezentacja Gabonu.

## Afryka wMistrzostwach Świata
1930 – brak

1934 –  Egipt

1938 – wycofały się

1950 – nie grały

1954 – nie grały

1958 – nie grały

1962 – nie grały

1966 – nie grały

1970 –  Maroko

1974 –  Zair

1978 –  Tunezja

1982 –  Algieria,  Kamerun

1986 –  Maroko,  Algieria

1990 –  Egipt,  Kamerun

1994 –  Kamerun,  Maroko,  Nigeria

1998 –  Tunezja,  Południowa Afryka,  Kamerun,  Maroko,  Nigeria

2002 –  Kamerun,  Południowa Afryka,  Nigeria,  Senegal,  Tunezja

2006 –  Tunezja,  Ghana,  Togo,  Wybrzeże Kości Słoniowej,  Angola

2010 –  Kamerun,  Nigeria,  Ghana,  Wybrzeże Kości Słoniowej,  Południowa Afryka,  Algieria

2014 –  Kamerun,  Nigeria,  Ghana,  Wybrzeże Kości Słoniowej,  Algieria

2018 –  Egipt,  Nigeria,  Senegal,  Maroko,  Tunezja

2022 –  Kamerun,  Ghana,  Maroko,  Senegal,  Tunezja
- 8 występów –  Kamerun
- 6 występów –  Nigeria
- 5 występów –  Maroko, Tunezja
- 4 występy –  Algieria,  Ghana
- 3 występy –  Południowa Afryka,  Wybrzeże Kości Słoniowej,  Egipt,  Senegal
- 1 występ –  Zair,  Angola,  Togo

## Nagrody CAF
Afrykańska Federacja Piłkarska od 1992 roku przyznaje nagrody CAF Awards, dla osób zasłużonych dla afrykańskiej piłki nożnej. W puli nagród znajdują się zarówno nagrody dla piłkarzy, jak i trenerów i działaczy sportowych.

## Prezydenci CAF
| Lp.  | Prezydent             | Lata urzędowania  | Lata urzędowania  | Narodowość                    |
| ---- | --------------------- | ----------------- | ----------------- | ----------------------------- |
| 1.   | Abdel Aziz Salem      | 1957              | 1958              | Egipt                         |
| 2.   | Abdel Aziz Mostafa    | 1958              | 1968              | Egipt                         |
| 3.   | Abdel Halim Mohamed   | 1968              | 1972              | Sudan                         |
| 4.   | Yidnekatchew Tessema  | 1972              | 19 sierpnia 1987  | Etiopia                       |
| (3.) | Abdel Halim Mohamed   | 19 sierpnia 1987  | 10 marca 1988     | Sudan                         |
| 5.   | Issa Hayatou          | 10 marca 1988     | 16 marca 2017     | Kamerun                       |
| 6.   | Ahmad Ahmad           | 16 marca 2017     | 23 listopada 2020 | Madagaskar                    |
| –    | Constant Omari (p.o.) | 23 listopada 2020 | 29 stycznia 2021  | Demokratyczna Republika Konga |
| (6.) | Ahmad Ahmad           | 29 stycznia 2021  | 12 marca 2021     | Madagaskar                    |
| 7.   | Patrice Motsepe       | 12 marca 2021     |                   | Południowa Afryka             |

## Członkowie CAF
CAF zrzesza 56 narodowych federacji podzielonych na sześć stref geograficznych, z czego 2 nie należą do FIFA (stan z 10 stycznia 2013). Do organizacji tej nie należą: Majotta, Sahara Zachodnia, Somaliland i Tristan da Cunha.
| Strefa 1 (północna) - Algieria (od 1964) - Egipt (od 1957) - Libia (od 1965) - Maroko (od 1959) - Tunezja (od 1960) Strefa 2 (zachodnia A) - Gambia (od 1966) - Gwinea (od 1962) - Gwinea Bissau (od 1986) - Liberia (od 1962) - Mali (od 1963) - Mauretania (od 1968) - Republika Zielonego Przylądka (od 2000) - Senegal (od 1963) - Sierra Leone (od 1987) Strefa 3 (zachodnia B) - Benin (od 1969) - Burkina Faso (od 1964) - Ghana (od 1958) - Niger (od 1967) - Nigeria (od 1959) - Togo (od 1963) - Wybrzeże Kości Słoniowej (od 2000) Strefa 4 (środkowa) - Czad (od 2000) - Demokratyczna Republika Konga (od 1963) - Gabon (od 1986) - Gwinea Równikowa (od 1986) - Kamerun (od 1963) - Kongo (od 1966) - Republika Środkowoafrykańska (od 1965) - Wyspy Świętego Tomasza i Książęca (od 1987) | Strefa 5 (środkowo-wschodnia) - Burundi (od 2000) - Dżibuti (od 1994) - Etiopia (od 1957) - Erytrea (od 1988) - Kenia (od 1968) - Rwanda (od 1976) - Somalia (od 1968) - Sudan (od 1957) - Sudan Południowy (od 2012) - Tanzania (od 1964) - Uganda (od 1959) Strefa 6 (południowa) - Angola (od 1964) - Botswana (od 1976) - Komory (od 2000) - Lesotho (od 1964) - Madagaskar (od 1963) - Malawi (od 1968) - Mauritius (od 1963) - Mozambik (od 1978) - Namibia (od 1992) - Południowa Afryka (od 1992) - Seszele (od 1986) - Eswatini (od 1976) - Zambia (od 1964) - Zimbabwe (od 1980) Członkowie stowarzyszeni - Reunion (od 1993) - Zanzibar (2004) |